# Associazione Calcio Brescia 1971-1972
Questa pagina raccoglie le informazioni riguardanti l'Associazione Calcio Brescia nelle competizioni ufficiali della stagione 1971-1972.

## Stagione
Viene riconfermato alla guida del Brescia il toscano Andrea Bassi.
Lasciano le rondinelle Luigi Simoni che va al Genoa, Virginio Canzi al Cesena, Giorgio Braglia alla Fiorentina ed il portiere Renato Cipollini che va al Como. 
Dalle giovanili bresciane arrivano in prima squadra alcuni ragazzi di valore, quali Vincenzo Guerini dai dilettanti del Ponte Zanano il quale arriverà a giocare in nazionale con la maglia della Fiorentina, Adriano Tedoldi da Nuvolento, Piero Trainini da Barbariga, Claudio Vaccario, Alberto Gamba, Angelo Del Favero e Adriano Abate. 
Dal Verona arriva l'interno Roberto Mazzanti, dal Como Piero Pittofrati. 
La squadra bresciana disputa un campionato di alti e bassi, in una posizione di centro classifica. 
Si chiude il torneo cadetto con 38 punti, in dodicesima posizione. Il cannoniere stagionale con nove reti è Mauro Nardoni, mentre Gigi De Paoli, che ha imboccato il viale del tramonto, gioca 15 partite e realizza due reti. 

## Rosa
| N. |                   | Ruolo | Calciatore          |
| -- | ----------------- | ----- | ------------------- |
|    | Italia (bandiera) | P     | Danilo Facchetti    |
|    | Italia (bandiera) | P     | Ernesto Galli       |
|    | Italia (bandiera) | D     | Giovanni Botti      |
|    | Italia (bandiera) | D     | Bernardino Busi     |
|    | Italia (bandiera) | D     | Luigi Cagni         |
|    | Italia (bandiera) | D     | Pierluigi Cencetti  |
|    | Italia (bandiera) | D     | Angelo Del Favero   |
|    | Italia (bandiera) | D     | Sergio Facchi       |
|    | Italia (bandiera) | D     | Angiolino Gasparini |
|    | Italia (bandiera) | D     | Bernardo Rogora     |
|    | Italia (bandiera) | C     | Renato Damonti      |
|    | Italia (bandiera) | C     | Giorgio Fanti       |
|    | Italia (bandiera) | C     | Vincenzo Guerini    |

| N. |                   | Ruolo | Calciatore         |
| -- | ----------------- | ----- | ------------------ |
|    | Italia (bandiera) | C     | Fausto Inselvini   |
|    | Italia (bandiera) | C     | Roberto Mazzanti   |
|    | Italia (bandiera) | C     | Piero Pittofrati   |
|    | Italia (bandiera) | C     | Giampiero Trainini |
|    | Italia (bandiera) | C     | Faustino Turra     |
|    | Italia (bandiera) | A     | Franco Abate I     |
|    | Italia (bandiera) | A     | Adriano Abate II   |
|    | Italia (bandiera) | A     | Virginio De Paoli  |
|    | Italia (bandiera) | A     | Alberto Gamba      |
|    | Italia (bandiera) | A     | Mauro Nardoni      |
|    | Italia (bandiera) | A     | Egidio Salvi       |
|    | Italia (bandiera) | A     | Adriano Tedoldi    |
|    | Italia (bandiera) | A     | Claudio Vaccario   |

## Risultati

### Serie B

#### Girone di andata
| Arbitro: | Panzino (Catanzaro) |

|               |           |  |
| Chinaglia 19’ | Marcatori |  |

| Arbitro: | Stagnoli (Bologna) |

|  |           |             |
|  | Marcatori | 70’ Morelli |

| Arbitro: | Pieroni (Roma) |

|  |           |                       |
|  | Marcatori | 15’ Tedoldi 84’ Salvi |

| Brescia 17 ottobre 1971 4ª giornata | Brescia     | 0 – 0 | Perugia | Stadio Mario Rigamonti\| Arbitro: \| Calì (Roma) \| |
| Arbitro:                            | Calì (Roma) |       |         |                                                     |

| Arbitro: | Menegali (Roma) |

|            |           |              |
| Pienti 40’ | Marcatori | 70’ De Paoli |

| Arbitro: | Ciacci (Firenze) |

|                       |           |                |
| Nardoni 19’ Cagni 89’ | Marcatori | 66’ Speggiorin |

| Foggia 7 novembre 1971 7ª giornata | Foggia             | 0 – 0 | Brescia | Stadio Pino Zaccheria\| Arbitro: \| Michelotti (Parma) \| |
| Arbitro:                           | Michelotti (Parma) |       |         |                                                           |

| Brescia 15 novembre 1971 8ª giornata | Brescia                    | 0 – 0 | Catania | Stadio Mario Rigamonti\| Arbitro: \| Trinchieri (Reggio Emilia) \| |
| Arbitro:                             | Trinchieri (Reggio Emilia) |       |         |                                                                    |

| Arbitro: | Campanini (Finale Emilia) |

|               |           |             |
| Bongiorni 45’ | Marcatori | 90’ Tedoldi |

| Arbitro: | Lattanzi (Roma) |

|             |           |               |
| Tedoldi 12’ | Marcatori | 20’ Bruschini |

| Arbitro: | Reggiani (Bologna) |

|                          |           |  |
| Picat Re 63’ Carrera 86’ | Marcatori |  |

| Arbitro: | Serafino (Roma) |

|                      |           |  |
| Tedoldi 33’ Mazzanti | Marcatori |  |

| Reggio Emilia 19 dicembre 1971 13ª giornata | Reggiana       | 0 – 0 | Brescia | Stadio Mirabello\| Arbitro: \| Trono (Torino) \| |
| Arbitro:                                    | Trono (Torino) |       |         |                                                  |

| Arbitro: | Panzino (Catanzaro) |

|                            |           |  |
| Inselvini 50’ De Paoli 68’ | Marcatori |  |

| Arbitro: | Moretto (San Donà di Piave) |

|  |           |           |
|  | Marcatori | 10’ Troja |

| Arbitro: | Gialluisi (Barletta) |

|                        |           |  |
| Ferrario 38’ Festa 80’ | Marcatori |  |

| Brescia 16 gennaio 1972 17ª giornata | Brescia          | 0 – 0 | Como | Stadio Mario Rigamonti\| Arbitro: \| Marino (Taranto) \| |
| Arbitro:                             | Marino (Taranto) |       |      |                                                          |

| Terni 23 gennaio 1972 18ª giornata | Ternana           | 0 – 0 | Brescia | Stadio Libero Liberati\| Arbitro: \| Bianchi (Firenze) \| |
| Arbitro:                           | Bianchi (Firenze) |       |         |                                                           |

| Monza 30 gennaio 1972 19ª giornata | Monza                | 0 – 0 | Brescia | Stadio Gino Alfonso Sada\| Arbitro: \| Barbaresco (Cormons) \| |
| Arbitro:                           | Barbaresco (Cormons) |       |         |                                                                |

#### Girone di ritorno
| Arbitro: | Campanini (Finale Emilia) |

|                                        |           |  |
| Cagni 14’ Nardoni 35’, 69’ Guerini 78’ | Marcatori |  |

| Arbitro: | Ciacci (Firenze) |

|             |           |  |
| Beretti 14’ | Marcatori |  |

| Arbitro: | Panzino (Catanzaro) |

|              |           |  |
| Mazzanti 77’ | Marcatori |  |

| Arbitro: | Trono (Torino) |

|                  |           |            |
| Urban 89’ (rig.) | Marcatori | 1’ Nardoni |

| Arbitro: | Bianchi (Firenze) |

|             |           |                    |
| Nardoni 22’ | Marcatori | 55’ Fara 89’ Marmo |

| Arbitro: | Calì (Roma) |

|           |           |  |
| Simoni 3’ | Marcatori |  |

| Brescia 26 marzo 1972 26ª giornata | Brescia                    | 0 – 0 | Foggia | Stadio Mario Rigamonti\| Arbitro: \| Trinchieri (Reggio Emilia) \| |
| Arbitro:                           | Trinchieri (Reggio Emilia) |       |        |                                                                    |

| Arbitro: | Frasso (Capua) |

|                 |           |  |
| Francesconi 41’ | Marcatori |  |

| Arbitro: | Cantelli (Firenze) |

|                                   |           |          |
| Abate 16’ Nardoni 33’, 90’ (rig.) | Marcatori | 55’ Sali |

| Livorno 16 aprile 1972 29ª giornata | Livorno            | 0 – 0 | Brescia | Stadio Ardenza\| Arbitro: \| Stagnoli (Bologna) \| |
| Arbitro:                            | Stagnoli (Bologna) |       |         |                                                    |

| Arbitro: | Campanini (Finale Emilia) |

|                                      |           |  |
| Nardoni 9’, 32’ (rig.) Inselvini 16’ | Marcatori |  |

| Arbitro: | Marino (Taranto) |

|                                                     |           |  |
| Bozza 5’ Franzoni 7’ Noletti 19’ (rig.) Landoni 33’ | Marcatori |  |

| Arbitro: | Monti (Ancona) |

|           |           |             |
| Zanon 44’ | Marcatori | 14’ Guerini |

| Arezzo 14 maggio 1972 33ª giornata | Arezzo        | 0 – 0 | Brescia | Stadio Comunale\| Arbitro: \| Prati (Parma) \| |
| Arbitro:                           | Prati (Parma) |       |         |                                                |

| Arbitro: | Levrero (Genova) |

|                |           |  |
| Bercellino 57’ | Marcatori |  |

| Arbitro: | Branzoni (Pavia) |

|           |           |  |
| Gamba 63’ | Marcatori |  |

| Como 4 giugno 1972 36ª giornata | Como                 | 0 – 0 | Brescia | Stadio Giuseppe Sinigaglia\| Arbitro: \| Gialluisi (Barletta) \| |
| Arbitro:                        | Gialluisi (Barletta) |       |         |                                                                  |

| Arbitro: | Panzino (Catanzaro) |

|             |           |  |
| Guerini 16’ | Marcatori |  |

| Arbitro: | Pesciarelli (Roma) |

|                       |           |                 |
| Salvi 71’ Guerini 80’ | Marcatori | 73’ Sanseverino |

### Coppa Italia

#### Primo turno - Girone 1
| 29 agosto 1971 1ª giornata |  | – Riposo |  |  |

| Arbitro: | Levrero (Genova) |

|  |           |           |
|  | Marcatori | 74’ Villa |

| Arbitro: | Monforte (Palermo) |

|             |           |                                |
| Merighi 76’ | Marcatori | 21’, 41’ De Paoli 56’ Cencetti |

| Arbitro: | Trono (Torino) |

|  |           |                  |
|  | Marcatori | 1’ (aut.) Facchi |

| Arbitro: | Serafini (Roma) |

|               |           |             |
| Facchetti 59’ | Marcatori | 38’ Tedoldi |

## Statistiche

### Statistiche di squadra
| Competizione | Punti | In casa | In casa | In casa | In casa | In casa | In casa | In trasferta | In trasferta | In trasferta | In trasferta | In trasferta | In trasferta | Totale | Totale | Totale | Totale | Totale | Totale | DR |
| Competizione | Punti | G       | V       | N       | P       | Gf      | Gs      | G            | V            | N            | P            | Gf           | Gs           | G      | V      | N      | P      | Gf     | Gs     | DR |
| ------------ | ----- | ------- | ------- | ------- | ------- | ------- | ------- | ------------ | ------------ | ------------ | ------------ | ------------ | ------------ | ------ | ------ | ------ | ------ | ------ | ------ | -- |
| Serie B      | 38    | 19      | 10      | 6       | 3       | 24      | 9       | 19           | 1            | 10           | 8            | 5            | 16           | 38     | 11     | 16     | 11     | 29     | 25     | +4 |
| Coppa Italia | 3     | 2       | 0       | 0       | 2       | 0       | 2       | 2            | 1            | 1            | 0            | 4            | 2            | 4      | 1      | 1      | 2      | 4      | 4      | 0  |
| Totale       |       | 21      | 10      | 6       | 5       | 24      | 11      | 21           | 2            | 11           | 8            | 9            | 18           | 42     | 12     | 17     | 13     | 33     | 29     | +4 |

### Statistiche dei giocatori
| Giocatore     | Serie B  | Serie B | Coppa Italia | Coppa Italia | Totale   | Totale |
| Giocatore     | Presenze | Reti    | Presenze     | Reti         | Presenze | Reti   |
| ------------- | -------- | ------- | ------------ | ------------ | -------- | ------ |
| A. Abate      | 6        | 1       | -            | -            | 6        | 1      |
| F. Abate      | 7        | 0       | 2            | 0            | 9        | 0      |
| B. Busi       | 35       | 0       | 4            | 0            | 39       | 0      |
| L. Cagni      | 29       | 2       | 4            | 0            | 33       | 2      |
| P. Cencetti   | 29       | 0       | 4            | 0            | 33       | 0      |
| R. Damonti    | 2        | 0       | 4            | 1            | 6        | 1      |
| A. Del Favero | 4        | 0       | 1            | 0            | 5        | 0      |
| V. De Paoli   | 15       | 2       | 4            | 2            | 19       | 4      |
| D. Facchetti  | 4        | -1      | -            | -            | 4        | -1     |
| S. Facchi     | 3        | 0       | 1            | 1            | 4        | 1      |
| G. Fanti      | 32       | 0       | 2            | 0            | 34       | 0      |
| E. Galli      | 36       | -24     | 4            | -4           | 40       | -28    |
| A. Gamba      | 20       | 1       | 2            | 0            | 22       | 1      |
| A. Gasparini  | 31       | 0       | 2            | 0            | 33       | 0      |
| Girelli       | -        | -       | 1            | 0            | 1        | 0      |
| V. Guerini    | 20       | 4       | 1            | 0            | 21       | 4      |
| F. Inselvini  | 26       | 2       | 4            | 0            | 30       | 2      |
| G. Landoni    | -        | -       | 1            | 0            | 1        | 0      |
| R. Mazzanti   | 16       | 2       | -            | -            | 16       | 2      |
| M. Nardoni    | 25       | 9       | 1            | 0            | 26       | 9      |
| P. Pittofrati | 10       | 0       | 3            | 0            | 13       | 0      |
| B. Rogora     | 32       | 0       | 1            | 0            | 33       | 0      |
| E. Salvi      | 26       | 2       | 2            | 0            | 28       | 2      |
| A. Tedoldi    | 19       | 4       | 3            | 1            | 22       | 5      |
| G. Trainini   | 3        | 0       | -            | -            | 3        | 0      |
| F. Turra      | 13       | 0       | -            | -            | 13       | 0      |
| C. Vaccario   | 10       | 0       | -            | -            | 10       | 0      |